# リトル・ドリット

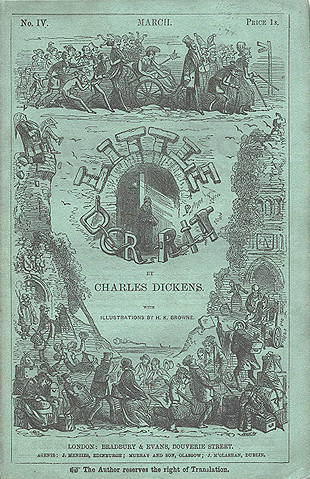
1856年3月、連載第4号の表紙

リトル・ドリット（Little Dorrit）は、チャールズ・ディケンズの小説。1855年から1857年まで月刊連載。

## 翻訳
- 小池滋
  - 『リトル・ドリット』〈世界文学全集 33-34〉全2巻、集英社、1980年、NCID BN00755065
  - 『リトル・ドリット』筑摩書房〈ちくま文庫〉全4巻、1991年、NCID BN06226828
- 田辺洋子
  - 『Little Dorrit リトル・ドリット 新訳』あぽろん社 全2巻、2004年、NCID BA68909205

## あらすじ
ロンドン南部のマーシャルシー債務者監獄では、借金を返済できない者らが家族ごと投獄されている。「マーシャルシーの父」とも称されるウィリアム・ドリットは25年間もここに入っており、その次女で主人公「リトル・ドリット」ことエイミー・ドリットはこの監獄で生まれ、外の世界を知らずに生きてきた。40代になるアーサー・クレナムは、老いた母がいるが、ドリット一家が自分の父によって負債を負わされたのではないかと考え憂慮している。大金持ちのマードル・スパークラーの息子のエドマンドは、エイミーの姉ファニーに関心を持つ。ミーグルズの娘ペット（ミニー）に、クレナムは愛情を覚えるが、ミニーはヘンリー・ガウワンと結婚してしまう。だがクレナムは、ドリット家に大きな財産があることを発見し、ドリット一家は監獄から出て、イタリア旅行に出かける。

## 登場人物
エイミー・"リトル"・ドリット (Amy Dorrit)
主人公。マーシャルシー債務者監獄で生まれ育った。父親や兄弟と違い自尊心を失わず、生活費を稼ぐために父に内密で針子としてクレナム夫人の元で働いている。夫人の息子のアーサーに対して、誰にも話したことのない心の内を話すうちに恋心を抱くようになる。初登場時22歳。
ウィリアム・ドリット (Mr William Dorrit)
リトル・ドリットの父。マーシャルシー債務者監獄に二十年以上収容されており、「マーシャルシーの父」と称されている。他人から最古参の囚人として金をたかり「寸志」と称している。
エドワード・ドリット (Edward Dorrit)
エイミーの兄。放蕩癖が強いために、借金を重ねては徐々に健康を損なっていく。
ファニー・ドリット (Fanny Dorrit)
エイミーの姉。踊り子（ウィリアムの子は債務者本人ではないので外で働くことが出来る）。豊胸の貴族マードル夫人の連れ子に求愛されている。
クレナム夫人 (Mrs Clennam)
エイミーを雇った婦人でアーサーの母親。厳格なカルヴィニズム的思考の持ち主。
アーサー・クレナム (Arthur Clennam)
クレナム夫人の息子。父親の死亡により20年間の中国で生活から帰ってきた際、母親が示す針子のエイミーへの態度などから自分の家族が過去にドリット家に対する過ちを犯したのではないかと疑い始める。母親により厳格に育てられ、善良に育つ一方で、かなりの引っ込み思案で夢想家。見た目は若いらしいが、初登場時40歳。序盤ではペットことミニー・ミーグルスに恋心を抱いていたが、彼女が自分より10歳年下のヘンリー・ガウワンと結婚したことから自分は老人だと自覚し、その後、同情が恋心に変化したエイミーに対する自分の感情も押し殺すようになる。

## 映像化
これまで1913年、1920年、1934年、1988年に映画公開。
2008年にBBCよりテレビドラマ化。
作品自体高い評価を受けてプライムタイム・エミー賞 作品賞 (ミニシリーズ部門)を受賞した。
詳細はリトル・ドリット (テレビシリーズ)を参照